# Finanzas internacionales
Las finanzas internacionales o economía monetaria internacional es la rama de la economía financiera dedicada a las interrelaciones monetarias y macroeconómicas entre dos o más países. Las finanzas internacionales analizan la dinámica del sistema financiero global, sistema monetario internacional, balanza de pagos, tipo de cambio, inversión extranjera directa y cómo estos se relacionan con el comercio internacional. Las finanzas internacionales se componen de cuatro subsistemas: el sistema bancario, el sistema bursátil, la hacienda pública y el sistema mercantil.
Algunas veces denominada finanzas multinacionales, las finanzas internacionales también se ocupan de asuntos de gestión financiera. Los inversionistas y las corporaciones multinacionales deben evaluar y gestionar los riesgos internacionales, tales como el riesgo político y el riesgo cambiario, incluyendo la exposición por transacción, la exposición económica y la exposición por traducción.
Entre los conceptos claves de las finanzas internacionales se encuentra el modelo Mundell-Fleming, la teoría de la zona monetaria óptima, la paridad del poder adquisitivo, la paridad del tipo de interés y el efecto Fisher internacional.
Mientras que el estudio del comercio internacional emplea conceptos mayormente microeconómicos, la investigación de las finanzas internacionales se centra predominantemente en conceptos macroeconómicos.Esta es una área de conocimiento que combina elementos de finanzas corporativas y de la economía internacional.Las finanzas, de manera general, estudian los flujos de efectivo y la valuación de activos.